# Рух (Радзьонкув)
«Рух Радзьонкув» (пол. Ruch Radzionków) — професіональний польський футбольний клуб з міста Радзьонкув.

## Історія
14 серпня 1919 року був організований футбольний клуб, який отримав назву «Товариство Гри і Забав Радзьонкув». 28 травня 1920 був перейменований на «Рух Радзьонкув». Потім команда стартувала у окружній лізі А.
Після Другої світової війни у 1945 року клуб відновив діяльність. У 1952 команда дебютувала у ІІ лізі, але у результаті реформи системи футбольних ліг наступний сезон розпочала у ІІІ лізі. У 1959 році понизилась до IV ліги, а після сезону повернулася до ІІІ ліги. Але команда не змогла утриматися в ній і у 1961 знову спала до IV ліги. На початку 1964 року було прийнято рішення об'єднати два клуби з Радзьонкува — «Рух» і «Гурник» — в один. У сімдесятих роках XX століття команда вдало виступала в класі А, поспіль декількох сезонів займуючи місця у верхній частині таблиці. Тільки у 1989 удалося знову повернутися до ІІІ ліги. У 1996 другий раз стартувала у ІІ лізі, а у 1999 році дебютувала у І лізі.
Після трьох сезонів у найвищій лізі команда почала опускатися з ліги в лігу: у 2001 — ІІ ліга, у 2003 — ІІІ ліга, у 2006 — IV ліга. У 2008 у результаті реформи системи футбольних ліг команда залишилась у четвертій за рівнем лізі, яка стала називатися ІІІ ліга. Літом 2009 року команда зайняла 1 місце у своїй групі ІІІ ліги і здобула путівку до ІІ ліги. Наступного сезону знову команда зайняла 1 місце у західній групі ІІ ліги і повернулася до І ліги.

### Назви
- 14.08.1919: ТГіЗ Радзьонкув (пол. TGiZ [Towarzystwo Gier i Zabaw] Radzionków)
- 28.05.1920: ТС Рух Радзьонкув (пол. TS [Towarzystwo Sportowe] Ruch Radzionków)
- 1949: ГКС Рух Радзьонкув (пол. GKS [Górniczy Klub Sportowy] Ruch Radzionków)
- 01.07.2005: КС Рух Радзьонкув (пол. KS [Klub Sportowy] Ruch Radzionków)

## Титули та досягнення
- Чемпіонат Польщі:
  - 6 місце (1): 1999
- Кубок Польщі:
  - чвертьфіналіст (1): 1998